# Kniptjärnarna (Junsele socken, Ångermanland, 709596-154408)
Kniptjärnarna är en sjö i Sollefteå kommun i Ångermanland och ingår i Ångermanälvens huvudavrinningsområde.